# Selowogo
Selowogo is een bestuurslaag in het regentschap Situbondo van de provincie Oost-Java, Indonesië. Selowogo telt 4257 inwoners (volkstelling 2010).